# عشرة عمر (مسلسل 2023)
عشرة عمر هو مسلسل لبناني درامي اجتماعي يعرض في شهر رمضان عام 2023 من إخراج أحمد حمدي ومن إنتاج مروى غروب لصاحبها المنتج مروان حداد.

## قصة المسلسل
في إطار درامي، تدور أحداث المسلسل حول (بيرلا)، وهي شابة مُحِبة وطيبة وقريبة من عائلتها، لكنها تكتشف أن هناك سراً مخبأ عليها وتتصاعد الأحداث.

## الممثلون
- ماريتا الحلاني
- جو صادر
- جان قسيس
- روزي الخولي
- خلود صوان
- هيثم المصري
- زياد صابر
- كيرا كوكوزيان
- نيلا معلوف
- جويس القزي
- ماجد مزهر
- تينا طبارة
- طارق أنيش